# Kommunallandtag
Der Kommunallandtag war in Preußen ein Parlament unterhalb der Ebene der Provinziallandtage. Kommunallandtage bestanden nur in wenigen Provinzen. Kommunallandtage bildeten die Parlamente derjenigen höheren Kommunalverbände, die durch historische oder geographische Besonderheit die Aufgaben erfüllten, die anderswo ein Provinzialverband übernahm:
- In der Provinz Hessen-Nassau bestanden der Nassauische Kommunallandtag als Vertretung des Bezirksverbandes Wiesbaden und der Kurhessische Kommunallandtag für den Bezirksverband Kassel.
- In den Hohenzollerischen Landen bestand der Kommunallandtag von 1875 bis 1973 als Parlament des Hohenzollerischen Landeskommunalverbandes, siehe Kommunallandtag der Hohenzollernschen Lande.
- In Pommern bestanden der Kommunallandtag von Neuvorpommern und Rügen und der Kommunallandtag von Altvor- und Hinterpommern, bis diese in dem Provinzialverband Pommern aufgingen.
- In der Grenzmark Posen-Westpreußen führte das Provinzialparlament die Bezeichnung Kommunallandtag.
- In der Provinz Sachsen bestand der Kommunallandtag der Altmark 1825 bis 1927
- In der Provinz Brandenburg bestanden der Kommunallandtag der Kurmark, der Kommunallandtag der Neumark und der Kommunallandtag der Niederlausitz
- In der Provinz Schlesien bestand der Kommunallandtag der Oberlausitz